# نورآباد سیمینه
نور آباد ( دره غول ) روستایی از توابع بخش مرکزی شهرستان بهار در استان همدان ایران است. از حدود ۳۵ سال پیش نام این روستا به نور آباد تغییر یافته است.
این روستا دارای آب و هوای کوهستانی و دارای باغات گردو، آلو، انگور و… می‌باشد.

## جمعیت و وجه‌تسمیه
این روستا در دهستان سیمینه رود قرار دارد و براساس سرشماری مرکز آمار ایران در سال ۱۳۹۵، جمعیت آن ۳۶۴ نفر (۱۰۷ خانوار) بوده‌است.